# Бока-Чика (Техас)

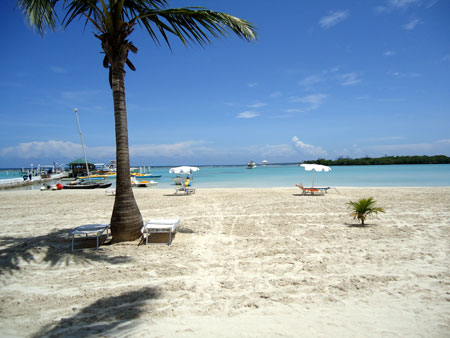
Пляж в Бока-Чике

Бока-Чика (англ. Boca Chica Village) — небольшая община в округе Камерон, штат Техас, США. Община расположена в 20 км к востоку от города Браунсвилл и на 2 км севернее устья реки Рио-Гранде непосредственно на южном берегу лагуны Саут-Бэй. Бывшая часть метрополий областей Браунсвилл-Харлинген-Раймондвилл и Матаморос-Браунсвилл. Посёлок прилегает к Техасскому государственному шоссе № 4 и известен главным образом как место строительства частного космодрома компании SpaceX.

## История поселения
Городок был основан как Берега Кеннеди (англ. Kennedy Shores) в 1967 году чикагским застройщиком Джоном Капутою для польских трудовых мигрантов. Вскоре в том же году посёлок был опустошен ураганом Бойла, который разрушил ресторан и жилищно-коммунальные системы. Электроснабжение было восстановлено, однако ещё десятилетия во многих домах не было питьевой воды. В 1975 году мэром города был избран местный житель Стэнли Пйотрович. Он переименовал посёлок на Коперниковы Берега (англ. Kopernik Shores) в честь польского астронома Николая Коперника.
В 1990 и 2000 годах население составляло 26 человек. В 2008 году только 6 человек проживали в посёлке. На 2016 год поселения состоит из 34 домов на двух улицах. Круглый год в нем живёт всего 2 семьи. Остальные, за исключением 13 арендованных зданий, зимние дачи жителей других местностей.

## Частный космодром
В 2012 году калифорнийская ракетно-космическая компания SpaceX назвала Бока-Чику возможным местом строительства их будущего частного коммерческого космодрома, которое может привести в район инвестиции в размере 80 млн USD. В августе 2014 года компания окончательно определилась с местом постройки космодрома в пользу Бока-Чики.
Возможность введения в районе поселения пропускного режима и создание контрольно-пропускных пунктов вызвала бурю негодования у местных жителей. Также жители обеспокоены оживлением грузового движения по шоссе № 4. Планируется, что командный центр космодрома расположится в двух километрах от стартовой площадки к северу от бульвара Бока-Чики и будет непосредственно примыкать к посёлку.
В сентябре 2019 года SpaceX расширила предложение о покупке каждого из домов в деревне Бока-Чика по цене, в три раза превышающей справедливую рыночную стоимость, вместе с предложением VIP-приглашений на будущие мероприятия по запуску. Сумма предложения была названа «не подлежащей обсуждению». Первоначально домовладельцам было дано две недели на то, чтобы это конкретное предложение осталось в силе. Некоторые владельцы недвижимости в Бока-Чике были довольны предложением и планировали принять его, в том числе одна владелица из Южной Дакоты, которая была счастлива получить в три раза больше, чем она заплатила за недвижимость в 2012 году.
В августе 2020 года SpaceX указала, что собирается построить курорт в Южном Техасе с намерением превратить Бока-Чику в «космодром XXI века».